# اولیور ماراچ
 اولیور ماراچ (انگلیسی: Oliver Marach؛ زادهٔ ۱۶ ژوئیهٔ ۱۹۸۰) یک تنیس‌باز اهل اتریش است.